# Pequeños fósiles con concha

Dibujo de Cloudina, un organismo perteneciente a los pequeños fósiles con concha.

Los pequeños fósiles con concha (en inglés: small shelly fauna o fossils (SSF)), o fauna del Tommotiense, son restos fósiles que aparecen en el registro geológico en el comienzo del período Cámbrico. El descubrimiento de estos seres de tamaño milimétrico se realizó en Siberia, y son los primeros restos de esqueletos mineralizados que aparecen en el registro fósil. El término fue empleado por primera vez en el año 1975 por Crosbie Matthews y Vladimir Missarzhevsky. Los restos consisten en escleritas, espículas, tubos y conchas. Muchos de estos restos se interpretan como elementos de organismos mayores, y otros parecen ser conchas individuales pertenecientes a organismos de pequeño tamaño; algunos de los fósiles no parecen guardar parentesco con ningún grupo de animales modernos, por lo que, al igual que la biota de Ediacara, parecen ser un tipo de organismos que aparecieron y desaparecieron del registro geológico.
Se pueden encontrar pequeños fósiles con concha en todo el planeta, existiendo yacimientos paleontológicos en Inglaterra, Australia, la Antártida, Isla de Terranova, Canadá, California, México, China, Mongolia, Irán, India, Turquía, Marruecos, etc.